# Juan Santisteban
Juan Santisteban Troyano (Sevilla, 1936. december 8. –) válogatott spanyol labdarúgó, középpályás, edző. Játékosként négyszeres BEK-győztes, edzőként hétszeres Európa-bajnok különböző spanyol korosztályos válogatottakkal.

## Pályafutása

### Klubcsapatban
1955 és 1961 között a Real Madrid, 1961 és 1963 között az olasz Venezia, 1963–64-ben ismét a Real Madrid, 1965–66-ban a Real Betis labdarúgója volt. 1967–68-ban az amerikai Baltimore Bays csapatában fejezte be az aktív játékot. A Real Madriddal négyszeres spanyol bajnok és BEK-győztes volt.

### A válogatottban
1957 és 1959 között hét alkalommal szerepelt a spanyol válogatottban.

### Edzőként
1968 és 1987 között a Real Madrid különböző csapatainál dolgozott edzőként. A Castilla négy időszakban volt a vezetőedzője (1968–69, 1977–79, 1981–82, 1984–87). 1974 és 1977 között a Real Madrid ifjúsági csapatának a szakmai munkáját irányította. 1979 és 1981 között illetve 1982 és 1984 között az első csapatnál tevékenykedett segédedzőként.
1988 és 2007 között a spanyol utánpótlás válogatottaknál dolgozott (U16, U17, U19, U21, U23). Különböző korosztályos csapattal összesen hét Európa-bajnoki címet szerzett.

## Sikerei, díjai

### Játékosként
Real Madrid
- Spanyol bajnokság (La Liga)
  - bajnok (4): 1956–57, 1957–58, 1960–61, 1963–64
- Bajnokcsapatok Európa-kupája (BEK)
  - győztes (4): 1956–57, 1957–58, 1958–59, 1959–60

### Edzőként
- Az UEFA elnökének díja (2001)

 Spanyolország U23
- Mediterrán játékok
  - győztes: 2005

 Spanyolország U19
- U19-es Európa-bajnokság
  - győztes: 2007

 Spanyolország U17
- U17-es Európa-bajnokság
  - győztes (2): 2007, 2008
  - döntős (2): 2003, 2004
- U17-es világbajnokság
  - döntős (3): 1991, 2003, 2007

 Spanyolország U16
- U16-os Európa-bajnokság
  - győztes (4): 1991, 1997, 1999, 2001
  - döntős (2): 1992, 1995

## Statisztika

### Mérkőzései a spanyol válogatottban
| Spanyolország | Spanyolország      | Spanyolország                     | Spanyolország | Spanyolország | Spanyolország  | Spanyolország | Spanyolország | Spanyolország |
| #             | Dátum              | Helyszín                          | Hazai         | Eredmény      | Vendég         | Kiírás        | Gólok         | Esemény       |
| ------------- | ------------------ | --------------------------------- | ------------- | ------------- | -------------- | ------------- | ------------- | ------------- |
| 1.            | 1957. november 6.  | Madrid, Santiago Bernabéu stadion | Spanyolország | 3 – 0         | Törökország    | barátságos    | -             |               |
| 2.            | 1957. november 24. | Lausanne, Olimpiai Stadion        | Svájc         | 1 – 4         | Spanyolország  | vb-selejtező  | -             |               |
| 3.            | 1958. március 13.  | Párizs, Parc des Princes          | Franciaország | 2 – 2         | Spanyolország  | barátságos    | -             |               |
| 4.            | 1958. március 19.  | Frankfurt, Waldstadion            | NSZK          | 2 – 0         | Spanyolország  | barátságos    | -             |               |
| 5.            | 1958. április 13.  | Madrid, Santiago Bernabéu stadion | Spanyolország | 1 – 0         | Portugália     | barátságos    | -             |               |
| 6.            | 1958. október 15.  | Madrid, Santiago Bernabéu stadion | Spanyolország | 6 – 2         | Észak-Írország | barátságos    | -             |               |
| 7.            | 1959. február 28.  | Róma, Stadio dei Centomila        | Olaszország   | 1 – 1         | Spanyolország  | barátságos    | -             |               |
|               | Összesen           |                                   |               | 7             | mérkőzés       |               | 0             | gól           |